# Jean-Luc Godard
Jean-Luc Godard (Pariz, 3. prosinca 1930. – Rolle, 13. rujna 2022.) bio je francusko-švicarski filmski redatelj. Jedan je od začetnika i najznačajnijih predstavnika Francuskog novog vala.

## Životopis
Jean-Luc Godard počinje raditi kao filmski kritičar 1950. za novine Cahiers du cinéma, koje su bile neka vrst rasadnika za buduće redatelje Francuskog novog vala. Sredinom 1950-ih režirao je nekoliko kratkih filmova a prvi igrani film snima 1960. godine. 
Namjera Jean-Luc Godarda bila je napraviti filmove koji su djelovali suprotno Hollywoodskim filmovima, kroz politiku koja je pravila izazov ekonomskim vladajućim strukturama koje su imale monopol i Europi i zemljama trećeg svijeta. Politika koj se može osjetiti u Godarovim filmovima imala je tonove Karl Marxovih ideja. 
S glumicom i spisateljicom Anne Wiazemsky bio je oženjen između 1967. i 1979. Jean-Luc Godard je nastavio raditi sve do 2010.  
Umro je u Švicarskoj 13. rujna 2022., a vijest o njegovoj smrti objavio je francuski časopis Libération.

## Filmografija
- Mali vojnik (Le Petit soldat, 1960.)
- Do posljednjeg daha (À bout de souffle, 1960.)
- Živjeti svoj život (Vivre sa vie, 1962.)
- Karabinjeri (Carabiniers, 1963.)
- Udana žena (Une femme mariée, 1964.)
- Ludi Pierrot (Pierrot le fou, 1965.)
- Muški rod, ženski rod (Masculine-Feminine, 1966.)
- Dvije ili tri stvari koje znam o njoj (Deux ou trois choses que je sais d'elle, 1966.)
- Vikend (Week-end, 1967.)
- Kineskinja (La Chinoise, 1967.)
- Žena je žena (Une femme est une femme, 1961.)
- Neobična banda (Bande a part, 1964.)
- Alphaville (Alphaville, une étrange aventure de Lemmy Caution, 1965.)
- Made in USA (1966.)
- Prezir (Le Mepris, 1963.)
- Vedro znanje (Le gai savoir, 1969.)
- Spašavaj se tko može, život (Sauve qui peut, la vie, 1979)
- Strast (Passion, 1981.)
- Ime: Carmen (Prenom Carmen, 1983.)
- Zdravo, Marijo (Je vous salue, Marie, 1983.)
- Detektiv (Detective, 1985.)
- 'Novi val (Nouvelle vague, 1990.)
- Njemačka godine 90 devet nula (Allemagne 90 neuf zero, 1990.)
- Zauvijek Mozart (For ever Mozart, 1996.)
- Pohvala ljubavi (Eloge de l'amour, 2000.)
- Film socijalizam (Film Socialisme, 2010.)